# بيدة (الباحة)
بيدة، يعرف بوادي بيدة ويقع شمال شرق مدينة الباحة، وهو تابع لمحافظة القرى،ويعد من أهم أودية الحجاز، تقع على ضفتيه الشرقية والغربية عدد من القرى ويشتهر بزراعة الرمان ويقام لها مهرجان سنوي. ويوجد في أعلى الوادي أحد أكبر السدود في المنطقة وهو سد بيدة، وعرف وادي بيدة في القدم باسم وادي «أبيدة» وهو أحد أودية السراة المعروفة لدى سكان جزيرة العرب عبر الأزمنة الغابرة وحتى الآن. حيث يعرف حاليًا بوادي بيدة وقد حذف حرف الألف من أوله لتسهيل النطق.

## موقعه
يقع وادي بيده غرب مطار الباحة شمال منطقة الباحة باتجاه الطائف، وكان يسمى أيضًا بوادي بطحان، وله تاريخ قديم، وكان أول خط يصل الباحة بمدن المملكة العربية السعودية يمر عبر وادي بيده، وتشتهر بزراعة الرمان وتوجد مزارع رمان ومخصبات والنخيل ووفرة إنتاجه وجودته. وادي بيدة اسمٌ إرتبط بالمحاصيل الزراعية منذ القِدم ويأتي الرمان في مقدمة الفواكه الأكثر تسويقاً وشهرةً من منتجات هذا الوادي.وقد تحدث حمد الجاسر عنها قائلاً:«يعتبر وادي بيدة من أشهر أودية جزيرة العرب التي تخترق قسماً من سراة الحجاز، منحدرة جنوب نجد مارة بمدينة تربة فالخرمة ثم يجتمع بالأودية التي تحول بين استمرارها في الصحراء رمال نفود سبيع».

## القرى التابعة لها
يقطن وادي بيدة سكان عدد من القرى تمتد من  جنوب إلى شمال الوادي، وتقع القرى على ضفتي الوادي شرقًا وغربًا، ومنها:
قرى آل دغمان، واللغاميس، والزربه، والجدلان، والزلاقي، والحازم الأعلى، وقرى آل زياد الأربع: الحضيري، والعقاربة، وأهل الرأس، والرقبان، وسكان تلك القرى ينتسبون إلى قبيلة بني بشير من زهران.
أما قرى: الغتامية، والحازم الأسفل ، ومعشوقة بشقيها الشرقي والغربي، والسويسية، فينتسبون إلى قبيلة الزُهران من غامد.

## أهمية بيدة التجارية
عُرفت بيدة منذ القدم بأنها كانت تمد غرب الجزيرة العربية بأنواع المنسوجات والعباءات والفرش، وكان يُسمى كل واحد منها بيدي نسبةً إلى بيدة.

## انظر ايضاً
- منطقة الباحة
- محافظة القرى
- محافظة العقيق
- الأطاولة

## وصلات خارجية
- بيدة.. الوادي المغمور بين الطبيعة والتاريخ.
- وادي بيدة .. ذهب في الأرض وقلوب الناس.